# Planes de Desarrollo de España
Los Planes de Desarrollo Económico y Social fueron tres planes de planificación indicativa con los que se superó el período estructural económico denominado Autarquía, que se remontaba a la posguerra. Arrancan del Plan de Estabilización de 1959 y su epónimo fue Laureano López Rodó. Provocaron un potente crecimiento económico, con una tasa media acumulativa del 7,2 % anual en el aumento del PIB. A esos años se les conoce como Desarrollismo. Buena parte del éxito de los planes estuvo basado una balanza comercial desequilibrada (las importaciones permitían el take-off económico), cuyo déficit se compensaba con remesas de la emigración española a Europa y con ingresos por turismo, aparte de las entradas directas de capital extranjero, que se liberalizaron. La industrialización contó con la existencia de los denominados polos de desarrollo: zonas de preferente instalación de empresas industriales, como Valladolid y Vigo (donde se instalaron fábricas automovilísticas de Renault y Citroën respectivamente), Puertollano (refinería), etc.

## Historia
Se implantó siguiendo el modelo francés de la planificación indicativa. Dicha planificación obligaba al sector público y al privado a seguir una política crediticia y fiscal para poder conseguir sus objetivos.
Se creó un ministerio ad hoc, el Ministerio de Planificación del Desarrollo, que desde 1962 a 1973 ocupó Laureano López Rodó, persona destacada entre los llamados tecnócratas del Opus Dei, grupo que actuaba como una de las familias del franquismo con mayor control sobre el área económica, al menos hasta el estallido del escándalo Matesa (1969).
El Tercer Plan de Desarrollo tuvo que declararse inconcluso, por estrangulamiento financiero, iniciándose la transición estructural de la economía española (reconversión industrial), que se solaparía con la transición política tras la muerte de Franco; transiciones que se extenderían hasta ya entrados los años ochenta, con el ingreso de España en la Comunidad Europea, cuando se puso en marcha el modelo económico que ha tenido a la construcción como locomotora industrial y que ha sido financiado con las propias ayudas europeas y mediante el endeudamiento masivo de hogares y sociedades financieras y no financieras con el exterior. 
Hubo tres Planes de Desarrollo, sucesivamente:
- Primer Plan de Desarrollo (1964-1967), aprobado por la Ley 194/1963 de 28 de diciembre (que entra en vigor el 1 de enero de 1964). Surgen los polos de desarrollo industrial, con importante incidencia en ciudades como Valladolid (FASA-Renault), Vigo (factoría Citroën), La Coruña, Zaragoza y Sevilla.[4] Se centró en el Polo de Promoción Industrial de Burgos y en el Polo Químico de Huelva. Obtuvo un resultado de un incremento del 6,4% del P.N.B.
- Segundo Plan de Desarrollo (1968-1971): Los polos de desarrollo industrial de Valladolid, Zaragoza y Sevilla son sustituidos en 1970 (aunque evidentemente eso no significa que desaparezcan) por unos nuevos considerados más prioritarios en Granada, Córdoba y Oviedo.[4]
- Tercer Plan de Desarrollo (1972-1975): interrumpido, entre otras razones, por el aumento del precio del petróleo y la lentitud del desarrollo de las actuaciones públicas previstas.

Los Polos de Desarrollo se implantaron para intentar compensar la paulatina desaparición del mundo rural. Con todo, la zona que se privilegió fue la del Mediterráneo español. Fue una auténtica lluvia de millones de EE. UU., del FMI y el Banco Mundial, así como una entrada masiva de turistas de clase trabajadora que empezaban a viajar al nuevo destino turístico, España, en busca de sol y playa y por sus bajos costes de vida, lo que les permitía un viaje barato en comparación con otros destinos europeos.
El Mediterráneo fue una de las zonas más beneficiadas, gracias a esa industria turística que, sin embargo, sufrió de la inestabilidad laboral y económica que todavía hoy persiste. La geografía plana, el fácil acceso por mar de mercancías, la comunicación Europa Norte de África a través de Algeciras, etc. le dieron ventajas competitivas relevantes. Hoy estas zonas costeras, tienen un nivel de vida muy variado entre las diferentes regiones de España y, salvo Cataluña, Baleares y País Vasco, se encuentran por debajo de la media Europea.
Si entre 1950 y 1970 la mecanización del campo produjo un excedente de mano de obra de unos 2.300.000 trabajadores (la mayor parte de cuyas familias vivían en condiciones de subsistencia), una gran parte fue absorbida sucesivamente por la emigración a América y a Europa, a la vez que a las zonas urbanas. Así, se produjeron situaciones sociales de emergencia en la periferia de las grandes ciudades, como el chabolismo. La construcción de nuevas viviendas que lo paliara, supuso un incremento de la demanda de bienes de consumo que revirtió en un aumento de las inversiones y de la ocupación. 
Para compensar las desventajas competitivas de las zonas de interior, estos planes de desarrollo supusieron ya un drenaje de recursos desde las regiones en crecimiento hacia las menos dinámicas. Pero las últimas investigaciones revelan que la despoblación provino, por un lado, de una tendencia general que ya se había producido en otros países de Europa por la mecanización del campo, y por otro lado, del error que supuso el fomento de la inversión directa -pública o privada- en la actividad industrial (que daba resultados inmediatos, pero de alcance limitado) en lugar de invertir en la mejora de infraestructuras que extendieran el acceso a los mercados a todas las regiones del país, como ocurrió a partir de los años 80.